# Heteropterys andersonii
Heteropterys andersonii là một loài thực vật có hoa trong họ Malpighiaceae. Loài này được Amorim mô tả khoa học đầu tiên năm 2004.